# Neofuncionalismo
El neofuncionalismo es una teoría de integración regional desarrollada por Ernst B. Haas, que al igual que el Funcionalismo está basada en que el bienestar del Estado requiere del control económico y tecnológico. Además ve la integración entre los Estados como un proceso incremental que hace implícito el spillover o derramamiento de integración de un sector sobre otros, llevando en últimas a algún tipo de comunidad política.